# 兜塚古墳 (仙台市)
兜塚古墳（かぶとづかこふん）は、現在の宮城県仙台市太白区、宮城県仙台南高等学校の校地にある古墳である。帆立貝形古墳で、築造は5世紀後半と推定されている。全長約75メートルで、葺石と埴輪を伴い、同時期の仙台平野の古墳の中では大きなものであった。

## 立地と構造
仙台平野を流れる広瀬川の南岸（右岸）、大年寺山東麓の沖積平野に築かれた。似たような立地で兜塚よりやや小ぶりの古墳が一塚古墳、二塚古墳、裏町古墳などである。やはり近辺の大野田古墳群は、それらよりさらに一回り小さく、密集した古墳群である。兜塚古墳などの被葬者は大野田古墳群の被葬者の上に立つ首長層と説かれる。
現状は径約50メートルの円墳のように見えるが、これは市道兜塚線によって前方部が切り取られたためである。推定規模は後円部の径が62.4メートル、前方部の長さ15メートルで主軸長約75メートル、前方部前端の幅が約30メートル、後円部の高さ6.8メートル。周溝の幅は後円部で13メートル。前方部が著しく小さな帆立貝形である。
後円部は2段が肉眼で明瞭にみてとれ、3段以上ありそうにも見える。この段を兜に見立てたのが名の由来であろう。段の斜面には葺石が置かれた。また、円筒埴輪と朝顔形埴輪が並べられた。

## 伝説・発掘・現況
兜塚の名は、兜を伏せたような段々の形からついたと思われる。地元では1601年（慶長6年）に近所で起きた小人騒動の死者を埋めたため小人塚（こびとづか）と呼ぶという説が17世紀のうちに生まれた。明治時代までの仙台の人々にはこの伝説で知られた塚で、古い地図には小人塚やコビト塚と書いたものもある。
しかし、明治時代の考古学者の目には既に古墳であることが明らかであった。問題はこれが円墳なのか前方後円墳の前方部が壊されたものなのかで、意見が分かれていた。
1959年（昭和34年）、現在の宮城県仙台南高等学校の校地などに広がっていた宮城県農学校に勤務していた沼倉吉兵衛（仙台白菜の生みの親）の胸像が、農学校の同窓会によって古墳上に設置された。
1977年（昭和52年）に宮城県教員委員会が周囲の東側の発掘調査を実施し、周溝が馬蹄形を呈する部分を検出したため、前方部が小さい帆立貝形古墳だろうと推定された。続いて1988年（昭和63年）に南側も発掘されたが、主体部に調査は及んでいない。

## 出土物
周辺調査のみということもあり、葺石に使われた丸い河原石多数を除けば、円筒埴輪と朝顔形埴輪の破片がわずかに見つかっているだけである。埴輪片は近くの富沢窯跡で出土したものと似ている。